# Ермолино (Дмитровский городской округ)
Ермолино — деревня в Дмитровском районе Московской области, в составе городского поселения Икша. Население — 69 чел. (2010). До 2006 года Ермолино входило в состав Белорастовского сельского округа.

## Расположение
Деревня расположена в юго-западой части района, на границе с Мытищинским, примерно в 20 км южнее Дмитрова, по левому берегу Икшинского водохранилища, высота центра над уровнем моря 193 м. Ближайшие населённые пункты — примыкающие посёлки: на севере опытного хозяйства «Ермолино» и на юге Трудовая (Мытищинского района). У западной окраины деревни проходит автодорога А104 (Москва — Дубна).

## Население
| 2002 | 2006 | 2010 |
| ---- | ---- | ---- |
| 59   | ↗70  | ↘69  |